# Jesper Andersson
Jesper Andersson, född 24 augusti 1986, är en svensk basketspelare (forward) från Södertälje BBK.
Jesper Andersson är 203 cm lång och ursprungligen från Norrköping, där han gjorde debut i Svenska basketligan säsongen 2007-2008. Därefter har karriären har gått via Helsingborg, en kort sejour (26 matcher) i amerikansk collegebasket för Lafayette Colleges lag Lafayette Leopards i Pennsylvania, Eco Örebro och Uppsala. Han har inför säsongen 2011/2012 skrivit på för Södertälje Kings.